# Modern Love (álbum)
Modern Love es un álbum tributo al músico británico David Bowie, publicado el 28 de mayo de 2021 a través de BBE Music. El álbum presenta contribuciones de Miguel Atwood-Ferguson, Helado Negro, Kit Sebastian, Jeff Parker, Sessa, Nia Andrews, Meshell Ndegeocello y We Are KING.

## Promoción
El álbum fue originalmente anunciado el 8 de enero de 2021, con la versión de "Space Oddity", interpretada por We Are KING, siendo publicada como sencillo promocional con un video musical publicado el mismo día.

## Lista de canciones
| Lista de canciones de Modern Love |                                              |                                  |          |  |
| N.º                               | Título                                       | Artista                          | Duración |  |
| 1.                                | «Life on Mars?»                              | Miguel Atwood-Ferguso            | 4:22     |  |
| 2.                                | «Sound and Vision»                           | Helado Negro                     | 3:21     |  |
| 3.                                | «Lady Grinning Soul»                         | Kit Sebastian                    | 3:48     |  |
| 4.                                | «Soul Love»                                  | Jeff Parker and the New Breed    | 4:43     |  |
| 5.                                | «Panic in Detroit»                           | Sessa                            | 3:44     |  |
| 6.                                | «The Man Who Sold the World»                 | the Hics                         | 3:28     |  |
| 7.                                | «Right»                                      | Khruangbin                       | 5:08     |  |
| 8.                                | «Silly Boy Blue»                             | Nia Andrews                      | 2:37     |  |
| 9.                                | «Chant of the Ever Circling Skeletal Family» | Foxtrott                         | 3:11     |  |
| 10.                               | «Move On»                                    | L’Rain                           | 4:00     |  |
| 11.                               | «Modern Love»                                | Jonah Mutono                     | 3:19     |  |
| 12.                               | «Where Are We Now? »                         | Bullion                          | 3:31     |  |
| 13.                               | «TNGHT»                                      | Eddie Chacon, John Carroll Kirby | 3:35     |  |
| 14.                               | «Golden Years»                               | Léa Sen                          | 2:56     |  |
| 15.                               | «Fantastic Voyage»                           | Meshell Ndegeocello              | 3:58     |  |
| 16.                               | «Space Oddity»                               | We Are KING                      | 4:46     |  |
| 17.                               | «“Heroes”»                                   | Matthew Tavares                  | 8:42     |  |